# Zaremba (herb szlachecki)
Zaremba – polski herb szlachecki, nie posiadający zawołania. Wzmiankowany w najstarszym zachowanym do dziś polskim herbarzu, Insignia seu clenodia Regis et Regni Poloniae, spisanym przez historyka Jana Długosza w latach 1464–1480. Zaremba jest jednym z 47 herbów adoptowanych przez bojarów litewskich na mocy unii horodelskiej z 1413 roku.
Herb występował głównie wśród rodzin osiadłych w Wielkopolsce i na Podolu. Spośród najbardziej znanych rodów pieczętujących się herbem Zaremba, należy wymienić Cieleckich i Zarembów.
Zaremby używał też Bohdan Tymieniecki.

## Opis herbu

### Opis historyczny

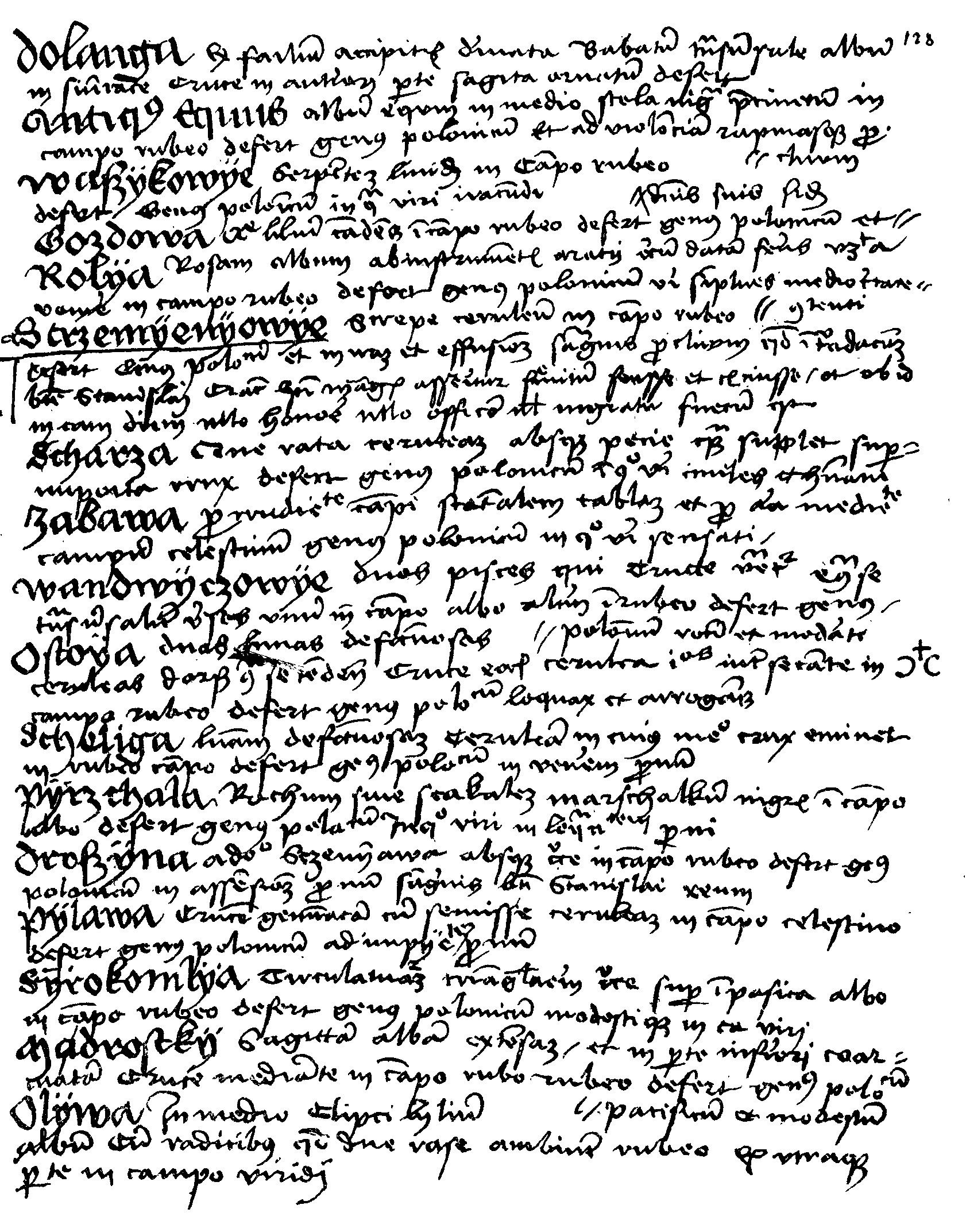
Jedna ze stron manuskryptów Jana Długosza, zawierająca opisy polskich herbów

Jan Długosz (1415–1480) blazonuje herb i opisuje herbownych następująco:

Zaramba, medietatem leonis nigri cum quatuor lapidibus distincte et seorsum positis in campo albo defert. Genus almanicum, callidum, et in avariviam proclivum.

Po przetłumaczeniu:

Zaremba, połowę lwa czarnego z czterema kamieniami rozłożonymi i oddzielnie położonymi w polu białym nosi. Ród niemiecki, przebiegły i skłonny do skąpstwa.

Kasper Niesiecki, podając się na dzieła historyczne Bartosza Paprockiego, Szymona Okolskiego i Marcina Bielskiego, opisuje herb:

Lew powinien być czarny, w polu brunatnym, przecież nie cały, ale go tylko połowa, język u niego wywieszony, łapy przednie u niego widać, tak że lewa trochę do góry wyniesiona nad prawą, ogon też zadarty ku górze, wyskakuje zaś lew z muru białego, u którego blanki cztery, na murze trzy kamienie żółte czyli raczej w złoto oprawne, tak ułożone, że dwa podle siebie w równi są, trzeci pod niemi, na hełmie z korony takiż lew wyskakuje.

### Opis współczesny
Opis skonstruowany współcześnie brzmi następująco:
W klejnocie pół lwa czarnego z językiem wywieszonym.

## Geneza

### Genealogia
Herb szlachecki, którym posługiwał się ród Zarembów osiadły w Wielkopolsce już w XIII stuleciu, należący do najwybitniejszych i najbardziej wpływowych politycznie rodzin rycerskich. Jego przedstawiciele przez wiele lat zasiedlali na najważniejszych urzędach w tej prowincji Królestwa Polskiego.
W dawnej Polsce rozpowszechniony był ród szlachecki pieczętujący się herbem Zaremba. Wielu z jego przedstawicieli mieszkało w XIV wieku na Mazowszu i gdy w XV wieku pojawiła się możliwość kolonizacji na sąsiednim Podlasiu liczni Zarembowie osiedlili się właśnie tutaj. Duża ich grupa zamieszkała w okolicach Zambrowa, gdzie to tej pory występują wioski o takiej nazwie (Zaręby). Ówczesne rycerstwo często przenosiło nazwy gniazd rodowych do nowych siedzib. W ten sposób na Podlasiu i Mazowszu bardzo częste jest występowania tych samych nazw. Nie jest to przypadek, lecz pozostałość po dawnych migracjach rycerstwa. Tak samo było z Zarębami w gminie Dziadkowice. Zamieszkali tu w XV wieku przedstawiciele tego rodu nadając nowej wsi nazwę Zaręby (alias Zaremby).
Ród Zarembów należał do rodów genealogicznych (wszyscy przedstawiciele wywodzili się od wspólnego przodka). Istnieje teoria, że Magnus Zaremba (protoplasta rodu Zaremba) pochodzi od króla Anglii, Harolda II. Polski istoryk, Zbigniew Leszczyc, w swoim dziele Herbach Szlachty Polskiej z 1908 roku, herb Zaremba uwieńczył mitrą książęcą (tylko herby wywodzące się od książąt posiadały mitrę). Genealog, Szymon Konarski, Zarembów umieszcza w kategorii „pseudo-hrabiów”. Przedstawiciele Zarembów pozostawili po sobie wiele pieczęci, które są najpewniejszym źródłem określającym pochodzenie rodowe. Zarembą pieczętowali się chociażby Wawrzyniec Zaremba w 1352 roku oraz Ubisław z Łowęcic w 1382 roku.

### Śmierć Przemysła II
Przemysł II w pierwszym okresie rządów zaangażował się w sprawy śląskie, do 1281 współpracując, a następnie rywalizując, z księciem wrocławskim Henrykiem IV Prawym. Polityka ta doprowadziła do buntu nastawionego prośląsko rodu Zarembów oraz do przejściowej utraty ziemi rudzkiej.
8 lutego 1296 Przemysł II został zamordowany podczas nieudanej próby porwania dokonanej z inspiracji margrabiów brandenburskich, z którymi współpracowały zapewne wielkopolskie rody Nałęczów i Zarembów. Miało to miejsce 6,5 km na południowy wschód od Rogoźna we wsi Sierniki. Ciało królewskie porzucono na drodze, gdzie zostało odnalezione przez wiernych rycerzy. Bezpośredni mordercy nigdy nie zostali złapani. O udziale Brandenburczyków w morderstwie istnieje wiele przekonywających dowodów. Należy zgodzić się z Kazimierzem Jasińskim, że przeprowadzenie tak sprawnej akcji nie było możliwe bez udziału w niej osób z otoczenia Przemysła II. Nie można jednoznacznie stwierdzić, czy zdrady dopuściły się, obwiniane przez część źródeł, rody Nałęczów i Zarembów. Bardziej podejrzani są Zarembowie, o których winie pisze Rocznik małopolski. Dodatkowo obciąża ich udział w buncie w 1284, który z pewnością spowodował pogorszenie ich stosunków z Przemysłem II.

### Najwcześniejsze wzmianki
- 1301 i 1309 – pieczęć Andrzeja, biskupa poznańskiego[9]
- 1395 – najstarsza wzmianka o herbie w zapiskach sądowych[9]

Najwcześniejsze lokalne źródło heraldyczne wymieniające ten herb to wspomniane już wcześniej Insignia seu clenodia Regis et Regni Poloniae, datowane na lata 1464–1480. Autorem tego dzieła jest polski historyk, Jan Długosz.

### Legenda herbowa
O początkach tego herbu Paprocki powiada, że z Niemiec do Polski przybysz za czasów Bolesława Krzywoustego, Okolski zaś rozumie i lepiej, że z Czech, kędy jeszcze znajdują się familie, które takim się lwem zaszczycają i Zarembami zowią.

## Herbowni

### Lista Tadeusza Gajla
Lista herbownych w artykule sporządzona została na podstawie wiarygodnych źródeł, zwłaszcza klasycznych i współczesnych herbarzy. Należy jednak zwrócić uwagę na częste zjawisko przypisywania rodom szlacheckim niewłaściwych herbów, szczególnie nasilone w czasie legitymacji szlachectwa przed zaborczymi heroldiami, co zostało następnie utrwalone w wydawanych kolejno herbarzach. Identyczność nazwiska nie musi oznaczać przynależności do danego rodu herbowego. Przynależność taką mogą bezspornie ustalić wyłącznie badania genealogiczne.
Pełna lista herbownych nie jest dziś możliwa do odtworzenia, także ze względu na zniszczenie i zaginięcie wielu akt i dokumentów w czasie II wojny światowej (m.in. w czasie powstania warszawskiego w 1944 spłonęło ponad 90% zasobu Archiwum Głównego w Warszawie, gdzie przechowywana była większość dokumentów staropolskich). Lista nazwisk znajdująca się w artykule pochodzi z Herbarza polskiego, Tadeusza Gajla (148 nazwisk). Występowanie na liście nazwiska nie musi oznaczać, że konkretna rodzina pieczętowała się herbem Zaremba. Często te same nazwiska są własnością wielu rodzin reprezentujących wszystkie stany dawnej Rzeczypospolitej, tj. chłopów, mieszczan, szlachtę. Jest to jednakże dotychczas najpełniejsza lista herbownych, uzupełniana ciągle przez autora przy kolejnych wydaniach Herbarza. Tadeusz Gajl wymienia następujące nazwiska uprawnionych do używania herbu Zaremba:
|  | Belakowicz, Belakowski, Bielakowski, Bielanowski, Bielawski, Bieliński, Bilewski, Borowy, Borzek, Brudzewski, Brzostkowski, Bułakowski, Byczkowski. Celecki, Celiński, Cerekwicki, Cielecki, Cielęcki, Cieliński, Cieluski, Ciemiński, Czapracki, Czaprecki, Czempkowski, Czerejski, Czerekwicki, Czępkowski, Czurlej. Dąbrowski, Dowojna, Dowojno, Dowojnowicz, Drzewoszewski. Gastel, Gastell, Gencyk, Gimel, Gincytowicz, Giner, Ginet, Ginett, Gineyt, GINEYT KUNCEWICZ, Giniat, Giniatowicz, Głodzieński, Głoskowski, Godurowski, Godziacki, Golgin, Gorszewski, Gorzewski, Goździcki, Grabowski, Groszek, Gurzewski. Hadynowski, Hadziacki, Himelreich, Hincytowicz. Illewicz, Illukiewicz, Isudowicz. Jabłonowski, Jakowicki, Jakowiecki, Jaraczewski, Jaraczowski, Jarocki, Jaskólecki, Jaskulecki, Jaskułecki, Jastrzębski, Jasuda, Jasudajtis, Jasudowicz, Jermoła. Kalinowski, Kamiński, Kandyba, Kącki, Kątski, Kłobuszewski, Koncewicz, Konczewicz, Korzkiewski, Kowalewski, Kraczkowski, Krzeczkowski, Kuniewicz, Kuńczewicz, Kuszelewski. Lubiatowski, Lubosiński. Łowęcki. Magnus, Magnuszewski, Mańkowski , Mijamski, Mijomski, Milowicz, Mszański, Mysław. Niechanowski, Nieniewski, Nosewicz, Noskowski, Nosowicz, Nossewicz, Noszkowski, Nozkowski. Okupski, Opryszowski. Perłowski, Pleszewski, Poborski, Poburski, Pogrzybowski. Rosochacki, Rudziański, Rudzieński, Rudziński, Rychwalski. Sarnacki, Skrzyński, Skrzypiński, Skwarski, Sławski, Słotowicz, Strzyński, Strzyżowski, Sucharzewski, Suchorzewski, Szczeniżewski. Tuliszkowski, Tymieniecki, Tyminiecki. Wielewicki, Władyczański, Wolicki, Wyskowski. Zajączkowski, Zaremba, Zarembiński, Zarembski, Zaręba, Zarębiński, Zarębski. Tadeusz Gajl, Herbarz Polski |

### Pozostałe nazwiska
Jury Łyczkowski, na swojej stronie dotyczącej heraldyki, wspomina również o nazwisku Ginter .

## Występowanie w heraldyce terytorialnej

Dawny herb Koźminka
Obecny herb Koźminka
Herb Zaręb Kościelnych

Herb gminy Zaręby Kościelne nawiązuje do postaci rycerza Szymona Zaręby oraz do ufundowanego przezeń klasztoru i kościoła na terenie wsi, będącej jego własnością.

## Odmiany
| Odmiany herbu Zaremba | Odmiany arystokratyczne herbu Zaremba |  |  |

## Galeria

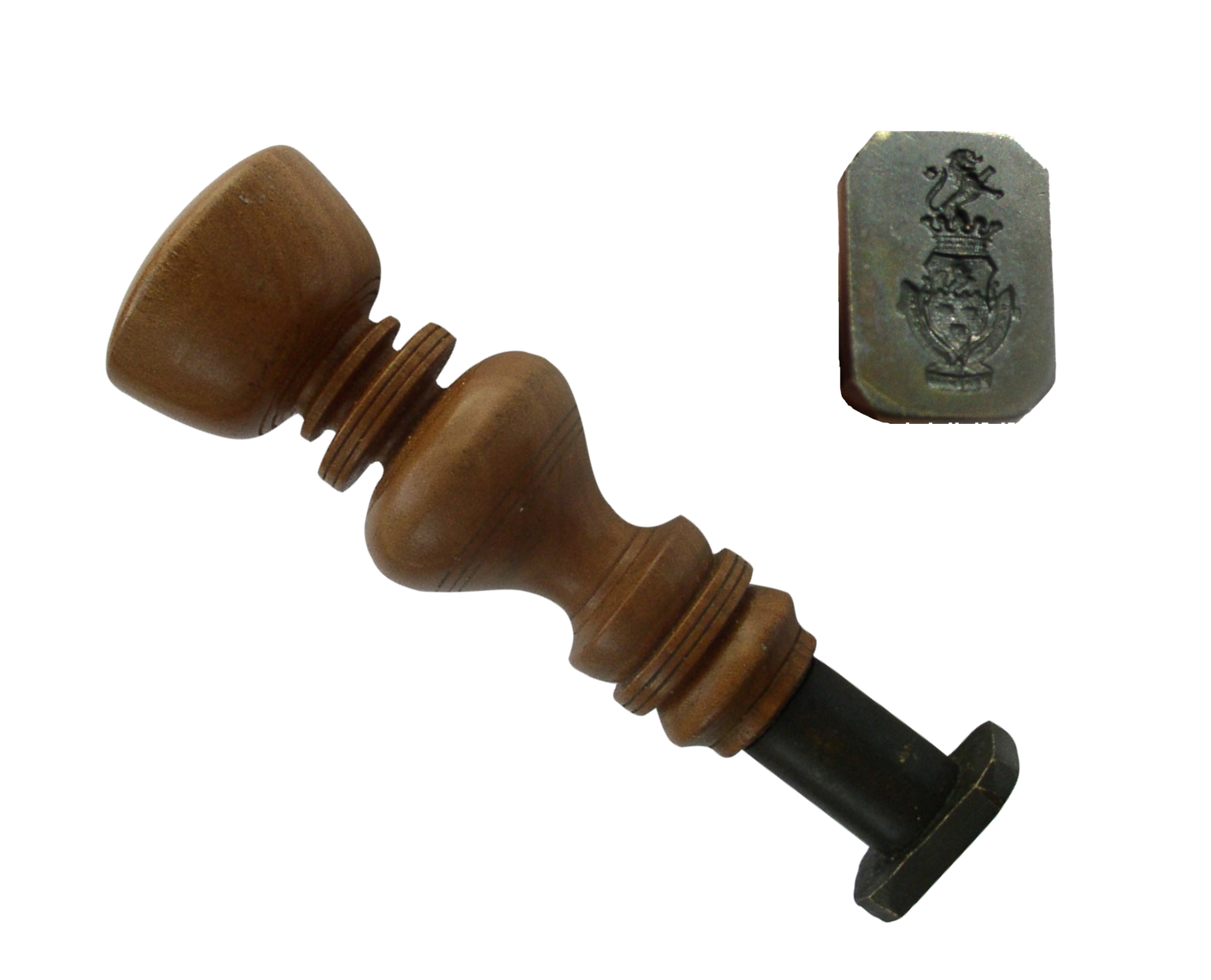
Tłok pieczętny przedstawiający herb Zaremba